# Synagoge (Rawicz)
Koordinaten: 51° 36′ 39,2″ N, 16° 51′ 15,3″ O

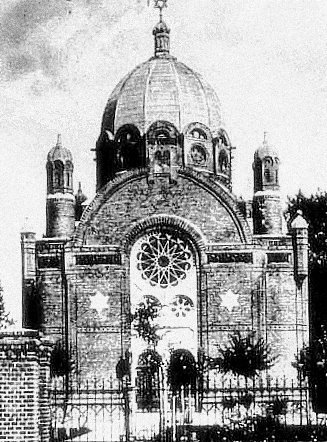
Synagoge in Rawitsch

Die  Synagoge in Rawitsch  (polnisch Rawicz) wurde 1889 im maurisch-byzantinischen Stil als überkuppelter Zentralbau unter Leitung des Architekten Georg Boettger errichtet und 1941 zerstört.

## Geschichte
Die erste Ansiedlung von Juden in Rawitsch erfolgte bei der Stadtgründung im Jahre 1639. 1648 und 1674 erhielt die jüdische Gemeinde von Rawitsch Stadtverbot. Seit 1698 bestand eine jüdische Gemeinde und 1719 erhielt die Gemeinde einen Schutzbrief, der ihre Rechte sicherte. Damals zählte die jüdische Gemeinde von Rawitsch zwölf Familien.
Eine Chewra Kadischa, eine Begräbnis-Bruderschaft, wurde im Jahr 1728 gegründet und Rabbi Menachem Mendel Gradenwitz wurde 1755 von Seiten der Gemeinde per Dienstvertrag 1755 eingestellt. Ihr Beth Din, ein jüdisches Gericht, wurde von Autoritäten des Talmud geleitet, eingeschlossen Rabbi Solomon ben Dov Baer (1786–1793), der später als Rabbiner von der Gemeinde verpflichtet wurde. 1774 wurde in Rawitsch ein Beit Midrasch, eine Schule der Tora-Auslegung, ein religiöses Seminar, eingerichtet. Gottesdienst wurde in einem Privathaus gehalten bis 1783 die Synagoge gebaut wurde.
Die israelitische Gemeinde, etwa 35 Familien im Jahr 1739, wuchs an, und nach einem Feuer in Leszno im Jahre 1790 nahm die Gemeinde von Rawitsch die Gemeindemitglieder aus Leszno (früher Lissa) auf, einschließlich des Rabbiners Akiba Eger. 1797 zählte die Gemeinde bereits 198 Familien und 1835 waren es bereits 401 Familien also 1574 Juden, die etwa 50 % der Gesamtbevölkerung des Ortes ausmachten.
1923 wurde die jüdische Gemeinde aus Mangel an Mitgliedern aufgelöst. In den folgenden Jahren wurde die Synagoge Rawicz nur noch an großen Feiertagen verwendet. Kurz vor Ausbruch des Zweiten Weltkriegs wurde das Gebäude in eine Garnisonskirche umgewandelt, da es keine Juden mehr in der Stadt gab.